# علي فورسيث
علي فورسيث (بالإنجليزية: Ali Forsyth) هو لاعب بولينغ نيوزلندي، ولد في 11 ديسمبر 1979 في نيلسون في نيوزيلندا.

## روابط خارجية
- علي فورسيث على موقع اللجنة الأولمبية النيوزيلندية (الإنجليزية)
- علي فورسيث على موقع دورة ألعاب الكومنولث 2014 (مؤرشف) (الإنجليزية)